# Chenyao Hu
Chenyao Hu är en sjö i Kina. Den ligger i provinsen Anhui, i den östra delen av landet, omkring 110 kilometer söder om provinshuvudstaden Hefei. Chenyao Hu ligger 4 meter över havet. Arean är 14,8 kvadratkilometer. Trakten runt Chenyao Hu består till största delen av jordbruksmark. Den sträcker sig 6,7 kilometer i nord-sydlig riktning, och 7,1 kilometer i öst-västlig riktning.
Genomsnittlig årsnederbörd är 2 207 millimeter. Den regnigaste månaden är juli, med i genomsnitt 355 mm nederbörd, och den torraste är januari, med 60 mm nederbörd.